# Wellington (Colorado)
Pour les articles homonymes, voir Wellington (homonymie).
Wellington est une ville américaine située dans le comté de Larimer dans le Colorado.
La ville doit son nom à un directeur des transports du Colorado and Southern Railway.

## Démographie
| 1910 | 1920 | 1930 | 1940 | 1950 | 1960 |
| ---- | ---- | ---- | ---- | ---- | ---- |
| 459  | 439  | 533  | 465  | 541  | 532  |

| 1970 | 1980  | 1990  | 2000  | 2010  | - |
| ---- | ----- | ----- | ----- | ----- | - |
| 691  | 1 215 | 1 340 | 2 672 | 6 289 | - |

Selon le recensement de 2010, Wellington compte 6 289 habitants. La municipalité s'étend sur 3,37 milles carrés (8,73 km2).